# The Lady in My Life
«The Lady in My Life» (en inglés: La Dama de Mi Vida), es una canción del cantante y bailarín estadounidense Michael Jackson, publicado el 30 de noviembre de 1982, publicada por Epic Records. Escrita por Rod Temperton y producida por Quincy Jones; es la última canción del sexto álbum de estudio de Michael Thriller. Aunque no fue publicada cómo sencillo, la canción obtuvo un Disco de Oro por la RIAA en el 2022, vendiendo más de 500.000 ejemplares en los Estados Unidos, gracias a ser reproducida en las varias plataformas y streaming on demand.

## Historia
En 1981, Rod Temperton escribió la canción Somethin' Special, interpretada por Patti Austin, para el álbum The Dude de Quincy Jones. En 1982, al principio de la realización de Thriller, Jones le pidió a Temperton que escribiera una balada similar para Jackson para que pudiera usarse como un cierre ideal del álbum. Temperton luego escribió una canción que sonaba como una declaración de amor que combinaba romance y sensualidad en la promesa de amor eterno entre un hombre y su mujer. Jackson, de 23 años y entonces soltero, inicialmente no se sintió cómodo durante las primeras grabaciones de la canción debido a la letra con la que no se identificaba, pero, por sugerencia de Jones, quien le aconsejó cantarla como si literalmente estuviera rezando a alguien de rodillas, pidió que se apagaran las luces en el estudio de grabación, similar a lo que había hecho durante la grabación de She's Out of My Life para su anterior disco, Off the Wall (1979), y así logró registrarlo con la debida profundidad necesaria. Los músicos que acompañaron a Jackson en la pieza se redujeron al mínimo, incluidos los miembros de Toto, David Paich y Steve Porcaro a los sintetizadores, y Jeff Porcaro a la batería. La primera mezcla de la canción duró más de 6 minutos, pero se cortaron algunos estribillos y la segunda estrofa para llevarla a la duración final. The Lady in My Life fue la última colaboración entre Temperton y Jackson. Los dos nunca volverían a trabajar juntos.

### Demos
La primera demo se oficializó en 2009, cerca de un mes antes de la muerte de Michael. La segunda se filtró en 2016. para el Thriller - Deluxe Anniversary Edition, en el primer disco La última demo, filtrada en 2022, para el álbum recopilatorio Thriller 40, fue la que llevó a The Lady in My Life a las 500.000 ventas en los Estados Unidos.

## Créditos
Escrita por Rod Temperton;
Greg Phillinganes: Rodas;
David Paich y Steve Porcaro: Sintetizador;
Paul Jackson: Guitarra;
Luis Johnson: Bajo;
Jeff Porcaro: Batería;
Michael Boddicker: Emulator